# Blackhat
A Blackhat 2015-ben bemutatott amerikai akció-thriller, amelyet Michael Mann készített és rendezett. A főszereplők Chris Hemsworth, Tang Wei, Viola Davis, Holt McCallany és Wang Leehom.
A film bemutatója a Los Angeles-i TCL Chinese Theatre-ben volt 2015. január 8-án és január 16-án került a mozikba. Magyarországon január 29-én vetítették.
A Blackhat bevételi szempontból megbukott, a 70 millió dolláros költségvetésével szemben mindössze 19,7 milliót tudott gyűjteni. A film általánosságban vegyes kritikákat kapott az értékelőktől, kritizálták a szereposztást és a film tempóját, bár a film megjelent néhány kritikus év végi listáján.

## Cselekmény
Nicholas Hathaway (Chris Hemsworth) börtönbe kerül, mert dollármilliókat rabolt egy banktól, számítógépes hackelési képességeinek felhasználásával. Amikor egy kínai atomerőmű a szabotázsok miatt felrobban, majd a világ pénzügyi piacainak manipulálása következik, Nicholas kap egy meghívást. Képességeire van szükség számítógépes bűnözőkből álló csapat megállításához, ezért tárgyalást folytat a büntetése enyhítéséről, ha képes azonosítani és elfogni a csoportot.
Nicholas amerikai és kínai partnerekkel áll össze a számítógépes támadások kivizsgálása érdekében, de konfliktusba ütközik, amikor az amerikai kormány a kínai részvétel miatt nem működik együtt eléggé.

## Szereplők
| Szereplő            | Színész               | Magyar hang           | Leírás                                  |
| ------------------- | --------------------- | --------------------- | --------------------------------------- |
| Nicholas Hathaway   | Chris Hemsworth       | Nagy Ervin            | elítélt számítógépes hacker             |
| Chen Lien           | Tang Wei              | Andrusko Marcella     |                                         |
| Chen Dawai százados | Wang Leehom           | Fehér Tibor           | százados, Chen Lien testvére            |
| Carol Barrett       | Viola Davis           | Kocsis Mariann        | FBI különleges ügynök                   |
| Elias Kassar        | Ritchie Coster        | Fehér Péter           |                                         |
| Mark Jessup         | Holt McCallany        | Bede-Fazekas Szabolcs |                                         |
| Sadak "A Blackhat"  | Yorick van Wageningen | Scherer Péter         |                                         |
| Alex Trang          | Andy On               | Szabó Máté            | hongkongi rendőrfelügyelő               |
| Lozano              | Manny Montana         |                       |                                         |
| Rich Donahue        | William Mapother      | Kardos Róbert         | a Nemzetbiztonsági ügynökség munkatársa |
| Henry Pollack       | John Ortiz            | Harmath Imre          |                                         |

## Jelölések
| Díj                | Kategória                 | Átvevő(k)       | Eredmény | Hivatkozás |
| ------------------ | ------------------------- | --------------- | -------- | ---------- |
| Teen Choice Awards | Choice Movie Actor: Drama | Chris Hemsworth | Jelölve  | [ 5 ]      |